# Taras Mishchuk
Taras Viktorovych Mishchuk (Leópolis, 22 de julho de 1995) é um canoísta de velocidade ucraniano, medalhista olímpico.

## Carreira
Taras Mishchuk representou seu país na Rio 2016 ganhou a medalha de bronze no prova do C2-1000m, ao lado de Dmytro Ianchuk.